# Redemptoris Mater

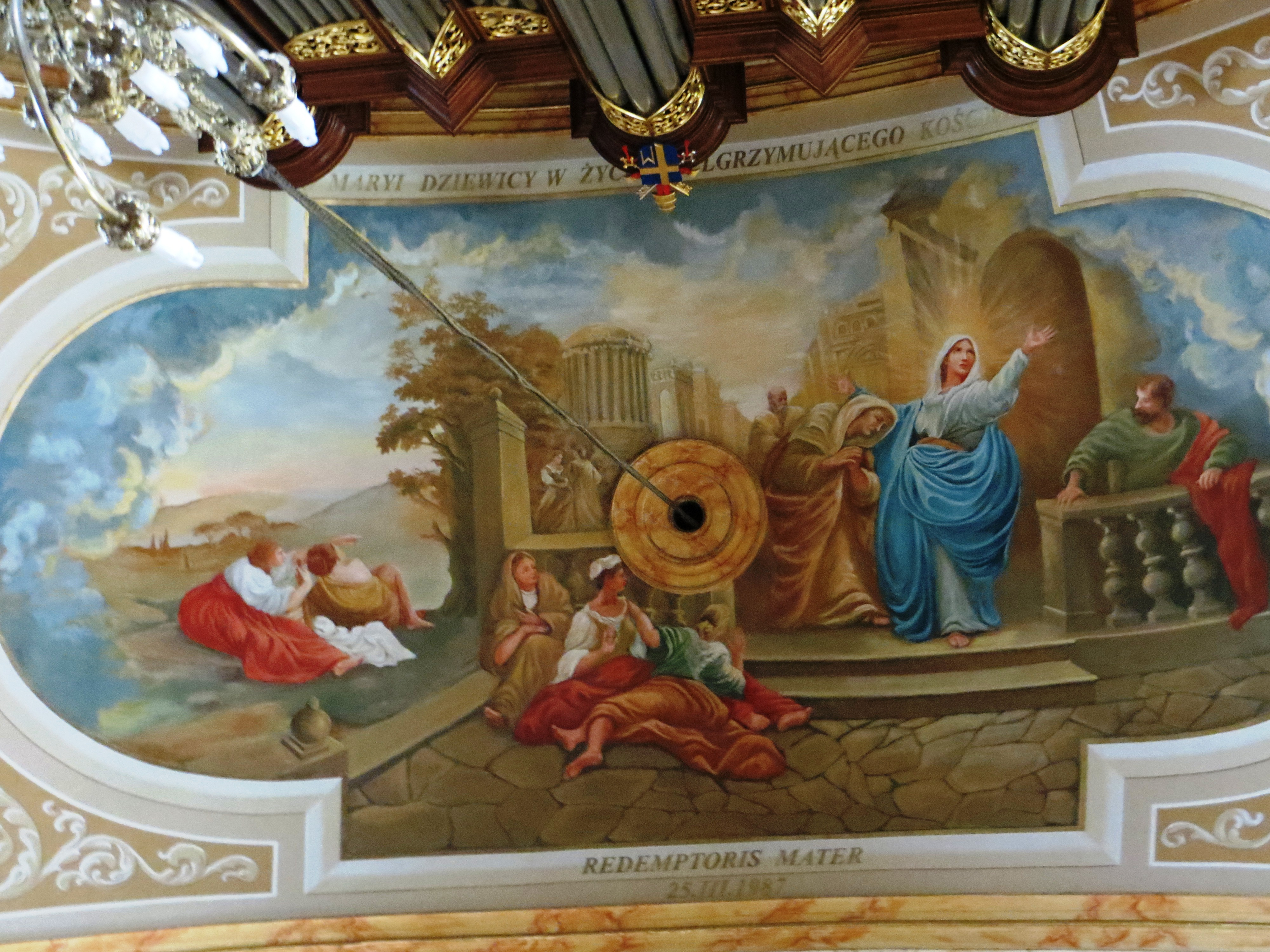
Artystyczna wizja encykliki Redemptoris Mater na suficie Bazyliki Ofiarowania Najświętszej Maryi Panny w Wadowicach.

Redemptoris Mater (łac.  Matka Odkupiciela, podtytuł: Błogosławiona Maryja Dziewica w życiu pielgrzymującego Kościoła) – encyklika Jana Pawła II z 25 marca 1987 roku, dotycząca roli Maryi w życiu Kościoła.

## Treść
Encyklika podzielona jest na trzy części poprzedzone wprowadzeniem i podsumowane zakończeniem. We wprowadzeniu Jan Paweł II uzasadnia podjęcie tematu zbliżającym się jubileuszem narodzin Jezusa. Przywołuje też podstawowe nauczanie Kościoła o Maryi, teksty biblijne oraz doktrynalne (przede wszystkim konstytucję Lumen gentium), które stanowią podstawę rozważań podjętych w encyklice. W pierwszej części dokumentu papież przedstawia refleksje na temat relacji Maryi z Jezusem, odnosząc się przede wszystkim do słów pozdrowienia anielskiego (Łk 1,28), św. Elżbiety podczas jej nawiedzenia (Łk 1,42) oraz do obecności Maryi pod krzyżem (J,19-26-27). W drugiej części rozważana jest szczególna rola Maryi w życiu Kościoła, ze szczególnym podkreśleniem tematyki jedności i troski o ubogich. W części trzeciej papież wypowiada się o pośrednictwie Maryi w relacji człowieka z Bogiem, o jej macierzyństwie i o konieczności upodabniania się do niej przez Kościół. Na koniec tej części papież tłumaczy ideę mającego się wkrótce rozpocząć Roku Maryjnego (1987–1988).